# Дърбан
Дъ̀рбан (на зулуски: eThekwini; на английски: Durban), среща се и като Дурбан (от руски ез.), е град в Република Южна Африка. Основан е през 1835 г.

## География и климат
Градът се намира в източната част на страната, на брега на Индийския океан. Има площ от 2292 km². По-голямата му част и предградията са разположени на доста високи (до 700 m) и стръмни хълмове, равнинни части има само по крайбрежието.
Дърбан се намира в зона с влажен субтропичен климат, с продължително, горещо и дъждовно лято, къса и топла зима. Замръзвания се случват много рядко и само в западната хълмиста част на града.

## Население
Населението на агломерацията е 3 442 361 души (2011). Расов състав (2001):
- 51,1 % – черни африканци (банту)
- 24 % – индийци и др. азиатци
- 15,3 % – бели
- 8,6 – цветнокожи
- 0,9 % – други

## Икономика
Дърбанската агломерация има развита и диверсифицирана икономика със силни производствен, туристически, транспортен, финансов и административен сектори. Крайбрежното разположение и голямото пристанище дават на града сравнително преимущество пред такива икономически центрове на Южна Африка като Йоханесбург, Претория и Блумфонтейн по отношение на експортната дейност. Субтропическият климат, топлото морско течение и културното разнообразие на населението също са предимства за развитието на туризма в региона.
В началото на 21 век са положени значителни усилия, за да се привлече бизнесът отново в града, построена е нова крайбрежна улица, създаваща възможност за развитие на югоизток от центъра на града, построен е океанариум, реконструира се изоставеният в миналото делови район, строят се големи жилищни сгради и развлекателни съоръжения. През 2020 г. в рейтинга на мозъчния тръст Globalization and World Cities Research Network (GaWC) Дърбан е оценен като глобален град от клас „Gamma“.

## Култура, литература
През 2017 г. е град на литературата на ЮНЕСКО.
Провеждат се множество фестивали и литературни конференции, панаири. Основният литературен фестивал Time of the Writer представя нобелови лауреати за литература, писатели от всяка африканска нация и подкрепа на нови автори. Министерството на изкуствата и културата е учредило целеви стипендии за местни писатели, които да посещават международни фестивали.
В града има силна и независима издателска мрежа и седем университета и колежа, като UKZN – Университетът на Квазулу-Натал (University of KwaZulu-Natal) е един от малкото, които предлагат докторска степен по творческо писане.
Съществуват многобройни центрове, свързани с изкуство. Един от тях, БАТ, предлага изяви на визуални артисти, поезия, музика, представления, изложби, курсове, магазини, кафенета, петъчни джаз вечери.
Насърчава се културният диалог чрез дискусии, които имат по-широк обхват, напр. човешки права, намаляване на неравенствата, справянето на представителите на художествени професии с предизвикателствата на настоящето и възможностите на съществуващата местна творческа индустрия; в образователните програми се насърчава равнопоставеното използване на официалните езици на града – английски език, зулу, кхоса и африкаанс.

## Побратимени градове
- Александрия, Египет
- Антверпен, Белгия
- Бремен, Германия
- Булавейо, Зимбабве
- Гаосюн, Тайван
- Гуанджоу, Китай
- Ейлат, Израел
- Лийдс, Англия
- Льо порт, Реюнион, Франция
- Маракайбо, Венецуела
- Нант, Франция
- Ню Орлиънс, САЩ
- Оран (град), Алжир
- Рио де Жанейро, Бразилия
- Ротердам, Нидерландия[3]
- Теджън, Южна Корея
- Чикаго, САЩ